# Rostislav Romanov
Pour les articles homonymes, voir Romanov (homonymie).
Titre
Héritier du trône de Russie
Depuis le 28 novembre 2021
(3 ans, 3 mois et 14 jours)
Rostislav Romanov (en russe : Ростисла́в Ростисла́вович Рома́нов) est un peintre paysagiste russe, membre de la famille Romanov, né le 21 mai 1985 à Lake Forest. Il vit au Royaume-Uni.
Membre du comité de l'association de la famille Romanov entre 2007 et 2013, il en devient le président en mars 2023. Dans la mesure où aucun des fils d'André Romanov n'a de descendance masculine, il est l'héritier présomptif d'Alexis Romanov, actuel chef de nom et d'armes de la seconde maison Romanov.

## Biographie

### Origines familiales
Rostislav Rostislavovich Romanov naît le 21 mai 1985 à Lake Forest, dans l'Illinois. Il est le fils aîné et deuxième enfant de Rostislav Romanov (1938-1999) et de sa seconde épouse, Christia Ipsen (1949). Il a une sœur aînée, Alexandra (1983), et un frère cadet, Nikita (1987). Il a également une demi-sœur aînée, Stephena (1963), issue du premier mariage de son père avec Stephena Verdel Cook (1938).
Il est issu en ligne masculine du dernier fils de l'empereur Nicolas Ier (1796-1855), le grand-duc Michel (1832-1909). Il est également un descendant en ligne féminine de l'empereur Alexandre III (1845-1894), étant l'arrière-petit-fils de la grande-duchesse Xenia (1875-1960), sœur de l'empereur Nicolas II.
En 1998, il se rend en Russie avec sa famille pour assister aux funérailles de Nicolas II et de sa famille. Six mois plus tard, son père décède subitement, laissant sa famille dans une situation financière relativement précaire. Sa mère se remarie en 2002 avec David Russell, 5e baron Ampthill (1947).

### Éducation
Rostislav vit à Chicago jusqu'à l'âge de deux mois. Ses parents déménagent ensuite à Londres puis à Rye, dans le Sussex de l'Est, où il passe toute son adolescence.
Il commence ses études à l'école Brambletye d'East Grinstead. Il passe son baccalauréat à Milton Abbey puis entre à l'université de Falmouth où il obtient une licence en beaux-arts.
En 2009, il est le premier Romanov à retourner vivre en Russie. Il y reste deux ans dans le cadre de ses études pour apprendre la langue russe.

### Carrière professionnelle
Peintre paysagiste de formation, ses premières œuvres importantes sont des pastels ou des aquarelles. Il s'intéresse particulièrement à la peinture en plein air et une grande partie de ses œuvres représentent la campagne du Sussex ou s'inspirent de ses voyages à travers le monde, et notamment en Russie. Actuellement, il travaille principalement à l'huile et crée des peintures sculpturales en trois dimensions, principalement en empâtement. Son travail comprend également des impressions en relief, des gravures à la pointe sèche ou à l'eau-forte.
En 2010, il est nommé directeur honoraire du conseil d'administration de la plus ancienne usine de Russie, fondée par son ancêtre Pierre le Grand : la manufacture horlogère de Petrodvorets. Il est également conseiller au sein du département créatif de Raketa.
Il expose pour la première fois en 2011 à la galerie Fabrica de Moscou. Depuis, il a participé à de nombreuses expositions, notamment deux fois au musée d'art Kasteev d'Almaty, à Dubaï ou à Monaco. À Londres, il a exposé à deux reprises à la galerie Brick Lane. En 2017, en collaboration avec Raketa, il conçoit une montre commémorant le 400e anniversaire des Romanov. En mai 2018, il présente une exposition personnelle « Way of Life » à la galerie C. John de Mayfair.

### Mariage et descendance
Il épouse civilement à Rye le 29 octobre 2019 Foteini Georganta (1979), fille cadette de l'industriel grec Philippos Georganta et d'Haralambia Papathoma. Ils se marient religieusement le 12 septembre 2021 en la cathédrale Saint-Alexandre-Nevsky de Paris. Ils ont un fils, Rostislav-Georges, né le 24 septembre 2013.